# 1847
1847 је била проста година.

## Догађаји

### Јануар
- 13. јануар — Потписан је мир из Кауенге, чиме су незванично окончане борбе у Калифорнији током Америчко-мексичког рата.

### Фебруар
- 23. фебруар — Америчка војска под командом Закарија Тејлора је у бици код Ангостуре поразила мексичку војску под командом Антонија Лопеза де Санта Ане.

### Јул
- 26. јул — Либерија, држава ослобођених америчких робова који су се доселили у Африку, је постала прва независна република у Африци.

### Октобар
- Издат је "Нови завет", "Песме" Бранка Радичевића и "Рат за српски језик и правопис" Ђуре Даничића и Његошев Горски вијенац.

## Рођења

### Јануар
- 17. јануар — Николај Жуковски, руски физичар
- 19. јануар — Милован Глишић, српски сатиричар. (†1908)
- 24. јануар — Радомир Путник, српски војсковођа. (†1917)

### Фебруар
- 11. фебруар — Томас Алва Едисон, амерички физичар. (†1931)
- 24. фебруар — Сима Лозанић, српски хемичар. (†1935)

### Март
- 3. март — Александер Грејам Бел, амерички филолог и проналазач
- 17. март — Јован Пачу, српски композитор

### Април
- 10. април — Џозеф Пулицер, амерички новинар
- 27. април — Милена Петровић, црногорска краљица. (†1923)

### Јул
- 20. јул — Макс Либерман, немачки сликар

### Октобар
- 2. октобар — Паул фон Хинденбург, немачки војсковођа и председник. (†1934)
- 10. октобар — Милан Јовановић Батут, српски лекар
- 18. октобар — Александар Лодигин, совјетски проналазач. (†1923)

### Новембар
- 8. новембар — Брем Стокер, ирски књижевник. (†1912)
- 26. новембар — Марија Фјодоровна, руска царица
- 29. новембар — Светислав Вуловић, српски књижевни критичар. (†1898)

## Смрти

### Март
- 9. март — Мери Анинг, британски колекционар фосила и палеонтолог (*1799)

### Август
- 20. новембар — Јоаким Вујић, српски књижевник. (*1772)

### Децембар
- 30. децембар — Сима Милутиновић Сарајлија, српски песник. (*1791).